# Эониум
Эониум (лат. Aeonium, происходит от др.-греч. αἰών — «живой, вечный») — род растений семейства Толстянковые (Crassulaceae).

## Название
Родовое латинское название Aeonium происходит от греческого слова aionion, что переводится как «вечноживущее растение». Название отражает суккулентный характер данных растений и предполагаемую долговечность.

## Ботаническое описание
Кустарники, высотой 7-10 дм, могут быть либо голыми, либо покрытыми опушкой. Стебли прямостоячие, ветвистые, обладают деревянистой или мясистой структурой. Листья стоячие, группируются в розетки на концах ветвей, они очередные, сидячие, и не сливаются в основании; пластинка листа продолговато-ланцетная или обратнояйцевидная, диапазон размеров от 3 до 15 см, мясистая, без шпор в основании, с реснитчатыми краями; вены на листьях не видны.

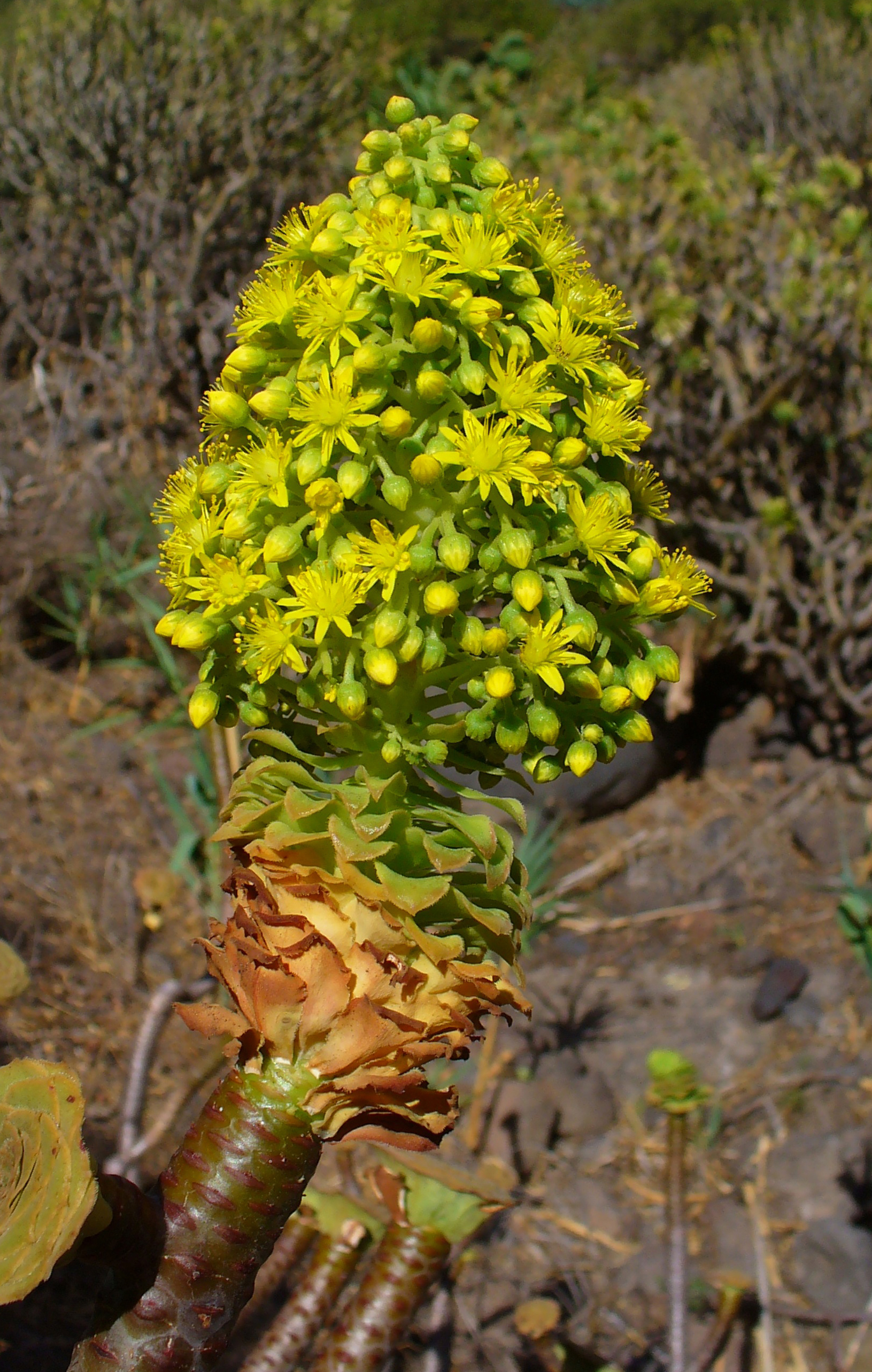
Соцветие эониума древовидного

Соцветия представлены верхушечными кистями. Цветоножки присутствуют. Цветки прямостоячие или раскидистые, состоят из 7-12 частей; чашелистики сросшиеся у основания, все одинаковые; лепестки могут быть раскидистыми или прямостоячими, четкими или почти отчетливыми, окрашены в кремовый или ярко-желтый цвет; чашечка и венчик плода остаются не обрезанными; нектарники в основном прямоугольные; количество тычинок в 2 раза больше, чем чашелистиков; нити тычинок сросшиеся у основания венчика; пестики прямостоячие, отчетливые или почти отчетливые; основание завязи округлое; столбики в 2+ раза короче завязи. Плоды прямостоячие. Семена эллипсовидные, ребристые, мелкоребристые.

## Распространение и экология
Родина вида охватывает Канарские острова, Кабо-Верде, Джибути, Эритрею, Эфиопию, Кению, Мадейру, Марокко, Сомали, Танзанию и Йемен.
Вид был интродуцирован в Алжир, Балеарские острова, Калифорнию (США), Восточные Эгейские острова, Францию, Великобританию, Грецию, Италию, острова Хуан Фернандес, северные и южные регионы Новой Зеландии, Португалию, Сардинию и Сицилию (Италия), Испанию, Тасманию (Австралия) и Тунис.

## Таксономия
Aeonium Webb & Berthel., Hist. Nat. Iles Canaries 3(2; 1): 184 (1840).

### Синонимы
Недавно род Greenovia был помещен в состав Эониума.
Гетеротипные (основанные на разных номенклатурных типах):
- × Aeoniogreenovia Voggenr. (1974), nom. illeg.
- Aldasorea F.Haage & E.Schmidt (1930)
- × Greenonium G.D.Rowley (1958)
- Greenovia Webb & Berthel. (1843)
- Megalonium (A.Berger) G.Kunkel (1980)

### Виды и гибриды
По данным сайта Plants of the World Online, род включает 41 видов и 55 гибридов:

#### Виды
- Aeonium aizoon (Bolle) T.H.M.Mes
- Aeonium appendiculatum Bañares
- Aeonium arboreum (L.) Webb & Berthel. — Эониум древовидный
- Aeonium aureum (C.Sm. ex Hornem.) T.H.M.Mes
- Aeonium balsamiferum Webb & Berthel. — Эониум бальзамический
- Aeonium canariense (L.) Webb & Berthel. — Эониум канарский
- Aeonium castello-paivae Bolle — Эониум Кастелло-Пайвы
- Aeonium ciliatum (Willd.) Webb & Berthel. — Эониум реснитчатый
- Aeonium cuneatum Webb & Berthel. — Эониум клиновидный
- Aeonium davidbramwellii H.Y.Liu
- Aeonium decorum Webb ex Bolle — Эониум декоративный
- Aeonium diplocyclum (Webb ex Bolle) T.H.M.Mes
- Aeonium dodrantale (Willd.) T.H.M.Mes
- Aeonium escobarii Rebmann & Malkm.-Huss.
- Aeonium glandulosum (Aiton) Webb & Berthel. — Эониум железистый
- Aeonium glutinosum (Aiton) Webb & Berthel. — Эониум клейкий, или Эониум липкий
- Aeonium gomerense (Praeger) Praeger — Эониум гомерский
- Aeonium goochiae Webb & Berthel.
- Aeonium gorgoneum J.A.Schmidt
- Aeonium haworthii Webb & Berthel. — Эониум Хаворца, или Эониум Хаворта
- Aeonium hierrense (R.P.Murray) Pit. & Proust
- Aeonium lancerottense (Praeger) Praeger
- Aeonium leucoblepharum Webb ex A.Rich.
- Aeonium lindleyi Webb & Berthel. — Эониум Линдлея
- Aeonium liui Arango
- Aeonium mascaense Bramwell
- Aeonium nobile (Praeger) Praeger — Эониум благородный
- Aeonium percarneum (R.P.Murray) Pit. & Proust — Эониум тёмно-мясокрасный
- Aeonium pseudourbicum Bañares
- Aeonium rubrolineatum Svent.
- Aeonium saundersii Bolle — Эониум Саундерса
- Aeonium sedifolium (Webb ex Bolle) Pit. & Proust — Эониум очитколистный
- Aeonium simsii (Sweet) Stearn — Эониум Симса
- Aeonium smithii (Sims) Webb & Berthel. — Эониум Смита
- Aeonium spathulatum (Hornem.) Praeger
- Aeonium stuessyi H.Y.Liu
- Aeonium tabulaeforme (Haw.) Webb & Berthel. — Эониум ярусный, или Эониум тарелковидный
- Aeonium undulatum Webb & Berthel.
- Aeonium urbicum (C.Sm. ex Hornem.) Webb & Berthel. — Эониум городской
- Aeonium valverdense (Praeger) Praeger
- Aeonium volkeri E.Hern. & Bañares

#### Гибриды
- Aeonium ×afurense Arango
- Aeonium ×aguajilvense Bañares
- Aeonium ×anagense P.V.Heath
- Aeonium ×barbatum Webb & Berthel.
- Aeonium ×beltranii Bañares
- Aeonium ×bollei G.Kunkel
- Aeonium ×bornmuelleri Bañares
- Aeonium ×burchardii (Praeger) Praeger
- Aeonium ×cabrerae Bañares
- Aeonium ×castellodecorum Bañares
- Aeonium ×chamorgense Arango
- Aeonium ×cilifolium Bañares
- Aeonium ×claperae Arango
- Aeonium ×condei O.Arango
- Aeonium ×edgari P.V.Heath
- Aeonium ×exsul Bornm. ex Arango
- Aeonium ×globosum O.Arango
- Aeonium ×hernandezii Bañares
- Aeonium ×holospathulatum Bañares
- Aeonium ×hornemannii Bañares
- Aeonium ×isorense Bañares
- Aeonium ×lambii Voggenr. ex Bañares
- Aeonium ×laxiflorum (Macarrón & Bañares) Bañares
- Aeonium ×lemsii G.Kunkel
- Aeonium ×lidii Sunding & Kunkel
- Aeonium ×loartei Tavorm.
- Aeonium ×lowei P.V.Heath
- Aeonium ×marreroi Arango
- Aeonium ×meridionale Bañares
- Aeonium ×mixtum P.V.Heath
- Aeonium ×monteaquaense Arango
- Aeonium ×nogalesii Bañares
- Aeonium ×occidentale Bañares
- Aeonium ×ombriosum P.V.Heath
- Aeonium ×orbelindense Bañares
- Aeonium ×perezii Bañares
- Aeonium ×praegeri G.Kunkel
- Aeonium ×proliferum Bañares
- Aeonium ×pseudohawbicum Bañares
- Aeonium ×puberulum Bañares & A.Acev.-Rodr.
- Aeonium ×riosjordanae (Bañares) Bañares
- Aeonium ×robustum Bañares
- Aeonium ×sanchezii Bañares
- Aeonium ×septentrionale Bañares & C.Ríos
- Aeonium ×splendens Bramwell & G.D.Rowley
- Aeonium ×stoloniferum O.Arango
- Aeonium ×sventenii G.Kunkel
- Aeonium ×tamaimense Bañares
- Aeonium ×teneriffae Bramwell & G.D.Rowley
- Aeonium ×tijarafense A.Santos ex Bañares
- Aeonium ×timense Bañares & Macarrón
- Aeonium ×uhlii Tavorm. & S.Tavorm.
- Aeonium ×uriostei O.Arango
- Aeonium ×velutinum (N.E.Br.) Praeger
- Aeonium ×wildpretii Bañares